# Touffréville
Touffréville – miejscowość i gmina we Francji, w regionie Normandia, w departamencie Calvados.
Według danych na rok 1990 gminę zamieszkiwało 281 osób, a gęstość zaludnienia wynosiła 49 osób/km² (wśród 1815 gmin Dolnej Normandii Touffréville plasuje się na 612. miejscu pod względem liczby ludności, natomiast pod względem powierzchni na miejscu 821.).